# Henry S. Reuss

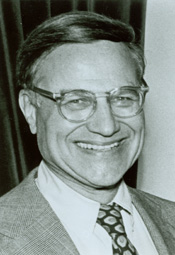
Henry S. Reuss

Henry Schoellkopf Reuss (* 22. Februar 1912 in Milwaukee, Wisconsin; † 12. Januar 2002 in San Rafael, Kalifornien) war ein US-amerikanischer Politiker. Zwischen 1955 und 1983 vertrat er den Bundesstaat Wisconsin im US-Repräsentantenhaus.

## Werdegang
Henry Reuss besuchte bis 1933 die Cornell University in Ithaca (New York). Nach einem anschließenden Jurastudium an der Harvard University und seiner im Jahr 1936 erfolgten Zulassung als Rechtsanwalt begann er in seinem neuen Beruf zu arbeiten. Zwischen 1939 und 1940 arbeitete er als Berater für die Kreisverwaltung im Milwaukee County. Von 1941 bis 1942 arbeitete Reuss für das Office of Price Administration. Während des Zweiten Weltkrieges war er Offizier einer Infanterieeinheit der US Army. Bei Kriegsende hatte er den Rang eines Majors erreicht. Für seine militärischen Leistungen wurde er mit dem Bronze Star ausgezeichnet. Im Jahr 1945 arbeitete Reuss bei der Militärverwaltung im besetzten Deutschland. Dabei war er für die Preiskontrolle zuständig. Im Jahr 1949 war er in Paris Berater bei der Durchführung des Marshallplans.
Bis 1950 gehörte Reuss der Republikanischen Partei an. Er verließ diese aus Protest gegen US-Senator Joseph McCarthy und wurde Mitglied der Demokraten. Im gleichen Jahr wurde er Sonderstaatsanwalt im Milwaukee County. Von 1953 bis 1954 gehörte Reuss dem Schulausschuss der Stadt Milwaukee an. Zwischen 1948 und 1952 wirkte er auch in einer Kommission mit, die das National Resources Board beriet. In den Jahren 1948 und 1960 kandidierte er jeweils erfolglos für das Amt des Bürgermeisters von Milwaukee.
Bei den Kongresswahlen des Jahres 1954 wurde Reuss im fünften Wahlbezirk von Wisconsin in das US-Repräsentantenhaus in Washington, D.C. gewählt, wo er am 3. Januar 1955 die Nachfolge von Charles J. Kersten antrat. Nach 13 Wiederwahlen konnte er bis zum 3. Januar 1983 insgesamt 14 zusammenhängende Legislaturperioden im Kongress absolvieren. In diese Zeit fielen unter anderem die Bürgerrechtsbewegung, die Kubakrise, der Vietnamkrieg und die Watergate-Affäre. Reuss war ein Gegner des Vietnamkrieges. Im Jahr 1968 unterstützte er US-Senator Eugene McCarthy bei dessen erfolglosem Versuch, als demokratischer Präsidentschaftskandidat nominiert zu werden. Reuss war während seiner langen Zeit im Kongress zeitweise Vorsitzender mehrerer Ausschüsse. Von 1975 bis 1981 leitete er den Banken- und Finanzausschuss. Zwischen 1981 und 1983 stand er dem Joint Economic Committee vor.
Im Jahr 1982 verzichtete Reuss auf eine weitere Kandidatur für den Kongress. Er starb am 12. Januar 2002, wenige Wochen vor seinem 90. Geburtstag. Seit 1942 war Henry Reuss mit Margaret Magrath verheiratet. Das Paar hatte vier Kinder.
1969 wurde Reuss in die American Academy of Arts and Sciences gewählt.